# Tour d'Oman 2010
Le Tour d'Oman 2010 est la première édition du Tour d'Oman, est une course cycliste qui a lieu en Oman, du 14 au 19 février 2010. Il est classé par l'UCI en catégorie 2.1 au sein de l'UCI Asia Tour. Le Suisse Fabian Cancellara (Saxo Bank) remporte le classement général.

## Présentation de la course

### Organisation
La première édition du Tour d'Oman est annoncée en novembre 2009. Elle est organisée par l'organisateur français ASO, en coopération avec le champion belge Eddy Merckx, déjà promoteur du Tour du Qatar, qui obtient un accord avec la municipalité de Mascate pour l'événement.

### Parcours
Le parcours de l'épreuve est présenté à Paris le 14 janvier 2010. Il est composé de six étapes, pour un total de 687 km, et est presque dépourvu de difficultés, malgré le relief parfois vallonné du pays. La dernière étape, qui doit déterminer le vainqueur de la course, est un contre la montre individuel de 18,6 km. L'objectif de l'organisation est d'attirer les meilleurs sprinteurs du peloton international grâce à un parcours facile et à une météo plus favorable que ne peuvent offrir les courses européennes à la même époque, et notamment le Tour de l'Algarve, qui a lieu à la même date,.
À noter que les sprints intermédiaires donnent lieu à des bonifications, sauf lors de la 1re étape.

### Classements
Outre le classement général individuel au temps, récompensé par un maillot distinctif rouge, le Tour d'Oman compte trois classements annexes :
- Le classement par points (maillot vert)
- Le classement du meilleur jeune (maillot blanc)
- Le classement de la combativité (maillot blanc à pois rouges et verts)

### Participants
Liste de départ complète

#### Équipes
Seize équipes de huit coureurs sont au départ de cette course, dont dix équipes ProTour, cinq équipes continentales professionnelles et l'équipe espoirs américaine Trek Livestrong U23.
 Milram
 Omega Pharma-Lotto
 Quick Step
 Topsport Vlaanderen-Mercator
 Saxo Bank
 BMC Racing
 Garmin-Transitions
 Columbia-HTC
 Trek Livestrong U23
 AG2R La Mondiale
 Saur Sojasun
 Liquigas
 Vacansoleil
 Sky
 Katusha
 Cervélo TestTeam

#### Principaux favoris
Les principaux sprinteurs au départ sont ceux qui ont déjà participé au Tour du Qatar la semaine précédente : Tyler Farrar (Garmin-Transitions), Daniele Bennati et Francesco Chicchi (Liquigas), Tom Boonen (Quick Step), Jimmy Casper (Saur Sojasun), les frères Lucas Sebastián et Juan José Haedo et Stuart O'Grady (Saxo Bank), Heinrich Haussler et Roger Hammond (Cervélo TestTeam) et Danilo Napolitano (Katusha),. D'abord annoncés, Gerald Ciolek (Milram), qui s'est cassé la clavicule sur le Tour du Qatar, et Mark Cavendish (HTC-Columbia), diminué par un problème aux dents, ne sont pas au départ.
Les spécialistes des classiques Fabian Cancellara (Saxo Bank), Philippe Gilbert (Omega Pharma-Lotto), Edvald Boasson Hagen, Filippo Pozzato (Katusha), Alessandro Ballan et Marcus Burghardt (BMC Racing) comptent également parmi les têtes d'affiche. S'y ajoutent les révélations du Tour du Qatar la semaine précédente, le vainqueur Wouter Mol (Vacansoleil) et l'Allemand Roger Kluge (Milram).
Enfin, les spécialistes du contre-la-montre comptent également parmi les favoris pour le classement général. En particulier, l'Italien Marco Pinotti est le leader de l'équipe HTC-Columbia.

## Étapes
| Étape     | Date       | Villes étapes                    | Distance (km) | Vainqueur d’étape    | Leader du classement général |
| 1re étape | 14 février | Al Jissah – Muscat Corniche      | 61            | Jimmy Casper         | Jimmy Casper                 |
| 2e étape  | 15 février | Nizwa – Sama'il                  | 148,5         | Daniele Bennati      | Edvald Boasson Hagen         |
| 3e étape  | 16 février | Saifat Ash Shiekh – Qurayyat     | 124           | Edvald Boasson Hagen | Edvald Boasson Hagen         |
| 4e étape  | 17 février | Ibri – Nakhal                    | 187           | Leigh Howard         | Daniele Bennati              |
| 5e étape  | 18 février | Wattayat – Sultan Qaboos Stadium | 148           | Tom Boonen           | Daniele Bennati              |
| 6e étape  | 19 février | Al Jissah – Muscat Corniche      | 18,6 (clm)    | Edvald Boasson Hagen | Fabian Cancellara            |

## Récit de la course

### 1reétape
Wilfried Cretskens (Omega Pharma-Lotto), Joaquín Novoa (Cervélo TestTeam) et Cedric Coutouly (Saur-Sojasun) s'échappent lors du 2e tour. Trois tours plus tard, ils sont rejoints par Martin Reimer (Cervélo TestTeam), Peter Wrolich (Milram) et Alessandro Ballan (BMC Racing).
Mais, le peloton ne les laissera jamais vraiment partir et la jonction s'opère au 9e tour. Marco Pinotti (HTC-Columbia), Robert Hunter (Garmin-Transitions), Nikita Eskov (Katusha) et Lieuwe Westra (Vacansoleil) parviennent à s'extirper du peloton quelque km plus loin. Mais, ils sont repris à 2 tours de l'arrivée.
Le peloton va alors rester groupé jusqu'à la fin et se prépare à un sprint massif. Jimmy Casper (Saur-Sojasun) remporte la première étape du premier Tour d'Oman, devançant Edvald Boasson Hagen (Sky) et Kenny Dehaes (Omega Pharma-Lotto). Le français s’empare ainsi du maillot rouge de leader au général et du maillot vert du classement par points. Edvald Boasson Hagen prend, quant à lui, la tête du classement du meilleur jeune. Enfin, le plus combatif de l’épreuve est le champion du monde 2008 Alessandro Ballan (BMC Racing).
À noter que tous les coureurs sont arrivés dans le peloton.
|   | Coureur              | Pays     | Équipe             |    | Temps           |
| - | -------------------- | -------- | ------------------ | -- | --------------- |
| 1 | Jimmy Casper         | France   | Saur-Sojasun       | en | 1 h 22 min 22 s |
| 2 | Edvald Boasson Hagen | Norvège  | Sky                | +  | m.t             |
| 3 | Kenny Dehaes         | Belgique | Omega Pharma-Lotto |    | m.t             |

|   | Coureur              | Pays     | Équipe             |    | Temps           |
| - | -------------------- | -------- | ------------------ | -- | --------------- |
| 1 | Jimmy Casper         | France   | Saur-Sojasun       | en | 1 h 22 min 12 s |
| 2 | Edvald Boasson Hagen | Norvège  | Sky                | +  | 4 s             |
| 3 | Kenny Dehaes         | Belgique | Omega Pharma-Lotto |    | 6 s             |

### 2eétape
Ben Gastauer (AG2R La Mondiale), Jackson Stewart (BMC Racing), Kristof Vandewalle (Topsport Vlaanderen-Mercator) et Alex Dowsett (Trek Livestrong U23) s'échappent au km 7.
L'écart en faveur des hommes de tête va rapidement augmenter, pour atteindre un maximum de 6 min 35 s au km 42. Mais, les échappés, qui n'ont plus que 4 min 50 s d'avance au km 73 et 28 s au 2e sprint intermédiaire (km 133), sont repris au km 134.
On a donc eu droit à un sprint massif. Et, c'est Daniele Bennati (Liquigas) qui s'est montré le plus fort. L'italien s’impose devant Tyler Farrar (Garmin-Transitions) et Edvald Boasson Hagen (Sky) et en profite pour remporter sa première victoire en 2010. Edvald Boasson Hagen s’empare du maillot rouge de leader au général et prend également les commandes du classement par points et reste le meilleur jeune. Le maillot de la combativité revient au Belge Vandewalle.
|   | Coureur              | Pays       | Équipe             |    | Temps           |
| - | -------------------- | ---------- | ------------------ | -- | --------------- |
| 1 | Daniele Bennati      | Italie     | Liquigas           | en | 3 h 33 min 03 s |
| 2 | Tyler Farrar         | États-Unis | Garmin-Transitions | +  | m.t             |
| 3 | Edvald Boasson Hagen | Norvège    | Sky                |    | m.t             |

|   | Coureur              | Pays    | Équipe       |    | Temps           |
| - | -------------------- | ------- | ------------ | -- | --------------- |
| 1 | Edvald Boasson Hagen | Norvège | Sky          | en | 4 h 55 min 15 s |
| 2 | Jimmy Casper         | France  | Saur-Sojasun | +  | m.t             |
| 3 | Daniele Bennati      | Italie  | Liquigas     |    | m.t             |

### 3eétape
Dès le premier kilomètre, le jeune Australien Ben King (Trek Livestrong U23) attaque. L'initiative s'avère payante, puisque son avance sur le peloton est déjà de 40 s au km 3 et de 2 min 50 s au km 9. Une initiative qui inspire également Gatis Smukulis (AG2R La Mondiale), Lieuwe Westra (Vacansoleil) et Laurent Mangel (Saur-Sojasun), qui partent en contre-attaque. Au km 21, King possède une avance de 2 min 30 s sur le groupe de poursuivant et 4 min 30 s sur le peloton. La jonction s'opère finalement au km 45. Le peloton n'est alors plus qu'à 2 min 20 s.
Lors de la Cote de Qurayyat (1,9 km à 6,5 %), King est lâché par ses compagnons d'échappée. Mangel va ensuite se lancer dans un numéro en solo, mais le français sera repris au km 110.
C'est un peloton d'une centaine d'élément qui va participer au sprint final. Dans les derniers kilomètres, les Quick Step pour Tom Boonen et le Sky pour Edvald Boasson Hagen prennent les commandes du peloton. Le jeune norvégien se montre le plus rapide. Il devance Danilo Napolitano (Katusha) et Tyler Farrar (Garmin-Transitions), tandis que Boonen termine finalement 4ème. Boasson Hagen conserve ses 3 maillot distinctifs. Présent dans 2 échappées depuis le début de l’épreuve, Lieuwe Westra s’empare du maillot rouge, vert et blanc de la combativité.
|   | Coureur              | Pays       | Équipe             |    | Temps           |
| - | -------------------- | ---------- | ------------------ | -- | --------------- |
| 1 | Edvald Boasson Hagen | Norvège    | Sky                | en | 3 h 05 min 49 s |
| 2 | Danilo Napolitano    | Italie     | Katusha            | +  | m.t             |
| 3 | Tyler Farrar         | États-Unis | Garmin-Transitions |    | m.t             |

|   | Coureur              | Pays       | Équipe             |    | Temps           |
| - | -------------------- | ---------- | ------------------ | -- | --------------- |
| 1 | Edvald Boasson Hagen | Norvège    | Sky                | en | 8 h 00 min 54 s |
| 2 | Tyler Farrar         | États-Unis | Garmin-Transitions | +  | 10 s            |
| 3 | Daniele Bennati      | Italie     | Liquigas           |    | 10 s            |

### 4eétape
Joaquín Novoa (Cervélo TestTeam), Nikolay Trusov (Katusha), Gatis Smukulis (AG2R La Mondiale), Arnoud van Groen (Vacansoleil), Cyril Lemoine (Saur-Sojasun) et Ben King (Trek Livestrong U23) s'échappent dès le premier kilomètre.
Peu après le 2e sprint intermédiaire (km 121) a lieu le premier coup de théâtre de ce Tour d'Oman. Le peloton va alors exploser en 3 groupes. Malheureusement pour le leader au général, Edvald Boasson Hagen (Sky), cet évènement arrive après qu'il s'est arrêté sur le bord de la route pour satisfaire un besoin naturel. Il se retrouve donc piégé.
Cette bordure ne fait également pas les affaires des échappés, qui sont repris au km 146 pour former un groupe de 41 coureurs. Dans ce groupe figurent notamment Fabian Cancellara (Saxo Bank), Tom Boonen (Quick Step), Bernard Eisel (HTC-Columbia), Tyler Farrar (Garmin-Transitions), Daniele Bennati (Liquigas) et Marcus Burghardt (BMC Racing).
On a donc assisté à un semblant de sprint massif. Le jeune Leigh Howard (HTC-Columbia) prend de court tout le monde et remporte cette étape. L'Australien devance Daniele Bennati (Liquigas) et Tom Boonen (Quick Step) sur la ligne. Bennati s'empare de la tunique de leader et possède 6" d’avance sur Tyler Farrar (Garmin-Transitions) et Gatis Smukulis (AG2R La Mondiale), le nouveau meilleur jeune coureur de l’épreuve. Boasson Hagen franchit la ligne avec un retard de 1 min 05 s. Tyler Farrar prend, quant à lui, les rênes du classement par points. Gatis Smukulis s’empare également du maillot rouge, blanc et vert de la combativité.
|   | Coureur         | Pays       | Équipe             |    | Temps           |
| - | --------------- | ---------- | ------------------ | -- | --------------- |
| 1 | Leigh Howard    | Australie  | HTC-Columbia       | en | 4 h 11 min 31 s |
| 2 | Daniele Bennati | Italie     | Liquigas           | +  | m.t             |
| 3 | Tyler Farrar    | États-Unis | Garmin-Transitions |    | m.t             |

|   | Coureur         | Pays       | Équipe             |    | Temps            |
| - | --------------- | ---------- | ------------------ | -- | ---------------- |
| 1 | Daniele Bennati | Italie     | Liquigas           | en | 12 h 12 min 29 s |
| 2 | Tyler Farrar    | États-Unis | Garmin-Transitions | +  | 6 s              |
| 3 | Gatis Smukulis  | Lettonie   | AG2R La Mondiale   |    | 6 s              |

### 5eétape
Dans les premiers km, les attaques sont systématiquement et immédiatement condamné par le peloton. Nikita Eskov (Katusha), Alessandro Ballan (BMC Racing) et Matthé Pronk (Vacansoleil) parviennent malgré tout à s'extirper du peloton au km 20.
Les 3 hommes parviennent à prendre jusqu'à 5 minutes d'avance au km 50, mais sont repris après 113 km d'échappée.
On a donc eu droit à un sprint massif. Sur la longue ligne droite finale, Tom Boonen (Quick Step) s’impose d’une demi-roue devant Juan José Haedo (Saxo Bank) et Michael Van Staeyen (Topsport Vlaanderen-Mercator). Daniele Bennati (Liquigas), toujours leader, possède à présent un avantage de 2" sur Boonen et 6" sur Tyler Farrar (Garmin-Transitions). Le maillot vert de leader du classement par points reste sur les épaules de Farrar. Le Letton Gatis Smukulis (AG2R La Mondiale) conserve la tête des classements du meilleur jeune et de la combativité.
|   | Coureur             | Pays      | Équipe                       |    | Temps           |
| - | ------------------- | --------- | ---------------------------- | -- | --------------- |
| 1 | Tom Boonen          | Belgique  | Quick Step                   | en | 3 h 23 min 52 s |
| 2 | Juan José Haedo     | Argentine | Saxo Bank                    | +  | m.t             |
| 3 | Michael Van Staeyen | Belgique  | Topsport Vlaanderen-Mercator |    | m.t             |

|   | Coureur         | Pays       | Équipe            |    | Temps            |
| - | --------------- | ---------- | ----------------- | -- | ---------------- |
| 1 | Daniele Bennati | Italie     | Liquigas          | en | 15 h 36 min 21 s |
| 2 | Tom Boonen      | Belgique   | Quick Step        | +  | 2 s              |
| 3 | Tyler Farrar    | États-Unis | Garmin-Slipstream |    | 6 s              |

### 6eétape
Edvald Boasson Hagen (Sky) remporte l'étape et Fabian Cancellara (Saxo Bank) le classement général.
|   | Coureur              | Pays      | Équipe             |    | Temps       |
| - | -------------------- | --------- | ------------------ | -- | ----------- |
| 1 | Edvald Boasson Hagen | Norvège   | Sky                | en | 25 min 58 s |
| 2 | Fabian Cancellara    | Suisse    | Saxo Bank          | +  | 27 s        |
| 3 | Cameron Meyer        | Australie | Garmin-Transitions |    | 45 s        |

|   | Coureur              | Pays      | Équipe             |    | Temps            |
| - | -------------------- | --------- | ------------------ | -- | ---------------- |
| 1 | Fabian Cancellara    | Suisse    | Saxo Bank          | en | 16 h 02 min 52 s |
| 2 | Edvald Boasson Hagen | Norvège   | Sky                | +  | 28 s             |
| 3 | Cameron Meyer        | Australie | Garmin-Transitions |    | 28 s             |

## Classements finals

### Classement général
|    | Cycliste             | Pays      | Équipe             |    | Temps            |
| -- | -------------------- | --------- | ------------------ | -- | ---------------- |
| 1  | Fabian Cancellara    | Suisse    | Saxo Bank          | en | 16 h 02 min 52 s |
| 2  | Edvald Boasson Hagen | Norvège   | Sky                | +  | 28 s             |
| 3  | Cameron Meyer        | Australie | Garmin-Transitions |    | 28 s             |
| 4  | Marco Pinotti        | Italie    | HTC-Columbia       |    | 31 s             |
| 5  | Daniele Bennati      | Italie    | Liquigas           |    | 47 s             |
| 6  | Niki Terpstra        | Pays-Bas  | Milram             |    | 54 s             |
| 7  | Marcus Burghardt     | Allemagne | BMC Racing         |    | 1 min 02 s       |
| 8  | Martin Velits        | Slovénie  | HTC-Columbia       |    | 1 min 07 s       |
| 9  | Jurgen Van de Walle  | Belgique  | Quick Step         |    | 1 min 12 s       |
| 10 | Daniel Oss           | Italie    | Liquigas           |    | 1 min 13 s       |

### Classements annexes

#### Classement par points
|   | Cycliste             | Équipe             | Points |
| - | -------------------- | ------------------ | ------ |
| 1 | Edvald Boasson Hagen | Sky                | 133    |
| 2 | Tyler Farrar         | Garmin-Transitions | 119    |
| 3 | Daniele Bennati      | Liquigas           | 94     |

#### Classement du meilleur jeune
|   | Cycliste             | Équipe             | Temps               |
| - | -------------------- | ------------------ | ------------------- |
| 1 | Edvald Boasson Hagen | Sky                | en 16 h 03 min 20 s |
| 2 | Cameron Meyer        | Garmin-Transitions | m.t.                |
| 3 | Martin Velits        | Milram             | + 39 s              |

#### Meilleure équipe
|   | Équipe             | Pays       | Temps               |
| - | ------------------ | ---------- | ------------------- |
| 1 | HTC-Columbia       | États-Unis | en 48 h 11 min 44 s |
| 2 | Saxo Bank          | Danemark   | + 9 s               |
| 3 | Garmin-Transitions | États-Unis | + 11 s              |

## Évolutions des classements
| Étape              | Vainqueur            | Classement général   | Classement par points | Classement du meilleur jeune | Classement par équipes       |
| ------------------ | -------------------- | -------------------- | --------------------- | ---------------------------- | ---------------------------- |
| 1                  | Jimmy Casper         | Jimmy Casper         | Jimmy Casper          | Edvald Boasson Hagen         | Topsport Vlaanderen-Mercator |
| 2                  | Daniele Bennati      | Edvald Boasson Hagen | Edvald Boasson Hagen  | Edvald Boasson Hagen         | Saxo Bank                    |
| 3                  | Edvald Boasson Hagen | Edvald Boasson Hagen | Edvald Boasson Hagen  | Edvald Boasson Hagen         | Garmin-Transitions           |
| 4                  | Leigh Howard         | Daniele Bennati      | Tyler Farrar          | Gatis Smukulis               | Garmin-Transitions           |
| 5                  | Tom Boonen           | Daniele Bennati      | Tyler Farrar          | Gatis Smukulis               | Saxo Bank                    |
| 6                  | Edvald Boasson Hagen | Fabian Cancellara    | Edvald Boasson Hagen  | Edvald Boasson Hagen         | HTC-Columbia                 |
| Classements finals | Classements finals   | Fabian Cancellara    | Edvald Boasson Hagen  | Edvald Boasson Hagen         | HTC-Columbia                 |